# VII Concilio de Toledo
El VII Concilio de Toledo en el Reino Visigodo comenzó el 18 de octubre de 646, y asistieron cuarenta y un Obispos (personalmente o por delegación).
La Ley sobre la traición fue refrendada añadiéndose el castigo de excomunión para los culpables. Se estableció que cualquier clérigo, independientemente de su rango dentro de la jerarquía eclesiástica, que acudiera a un país extranjero para desarrollar actividades contrarias al rey y a los godos, o que ayudara a un laico a actuar en tal forma, sería degradado y convertido en penitente perpetuo (solo se le daría la comunión al final de su vida); cualquier clérigo tenía prohibido administrar sacramentos al penitente, y aquel que lo hiciera, incluso bajo orden directa del rey, sería anatematizado y estaría sujeto a las mismas penas que el beneficiado; las propiedades del culpable pasarían al Tesoro, y si el rey decidía devolverle sus bienes solo podría hacerlo en un máximo del veinte por ciento. 
En el canon primero del Concilio los Obispos declaraban que si un laico se rebelaba y se proclamaba rey, todo obispo y sacerdote que le hubiere ayudado sería excomulgado. Si el usurpador conseguía alcanzar el trono y por tanto no podía castigarse a los clérigos que le ayudaron, serían castigados cuando el usurpador muriera.
En este Concilio fue nombrado Arzobispo de Braga a Fructuoso, que era Obispo de Dumium. Otro nombramiento del mismo año es el de Eugenio II (+ 657), archidiácono de Zaragoza, como Obispo metropolitano de Toledo.
Una curiosa norma del Concilio establecía que los Obispos de las sedes cercanas a la capital del Reino, deberían pasar un mes al año en Toledo, por reverencia al rey y en honor de la sede real y consuelo del Obispo metropolitano. Los de toda la provincia serían poco más de la veintena, veintiuno -más el metropolitano- según las listas. Había unos nueve obispados en la Bética, unos doce en Lusitania, unos ocho en Galicia, unos catorce en la Tarraconense y siete en la Narbonense, además de los correspondientes arzobispados. Algunos obispados pudieron tener carácter temporal, pues la lista de todos los conocidos alcanza a ochenta y dos. 
En el concilio se tocó el tema de la conducta irregular que observaban los ermitaños vagabundos. Se decidió que deberían recluirse en los conventos de su orden para evitar los atropellos que cometían y las quejas a que daban lugar.
El Concilio estableció que los obispos de Galicia no podrían percibir más de dos sueldos por los derechos de visita a cada parroquia, y las iglesias monásticas estarían exentas de pago. En sus visitas anuales el obispo no podría llevar un séquito de más de cincuenta personas ni permanecer más de un día en cada parroquia.